# Kvalifikace na Mistrovství Evropy ve fotbale 2024 – skupina D
Skupina D kvalifikace na mistrovství Evropy ve fotbale 2024 byla jednou z 10 kvalifikačních skupin na tento šampionát. Přímý postup na závěrečný turnaj si zajistily první 2 týmy. Na rozdíl od předchozích evropských kvalifikací do baráže nepostoupily týmy na základě pořadí v kvalifikační skupině, ale podle konečného žebříčku v jednotlivých skupinách (ligách A–D) Ligy národů UEFA 2022/2023.

## Výsledky
| Legenda                                                                         |
| ------------------------------------------------------------------------------- |
| Vítěz skupiny a druhý v pořadí postupující přímo na šampionát                   |
| Týmy postupující do baráže o účast na šampionátu                                |
| V křížové tabulce vpravo je domácí tým v levém sloupci, hostující v horní řadě. |

### Tabulka
| Tým        | Z | V | R | P | VG | IG | +/- | B  |
| ---------- | - | - | - | - | -- | -- | --- | -- |
| Turecko    | 8 | 5 | 2 | 1 | 14 | 7  | +7  | 17 |
| Chorvatsko | 8 | 5 | 1 | 2 | 13 | 4  | +9  | 16 |
| Wales      | 8 | 3 | 3 | 2 | 10 | 10 | 0   | 12 |
| Arménie    | 8 | 2 | 2 | 4 | 9  | 11 | -2  | 8  |
| Lotyšsko   | 8 | 1 | 0 | 7 | 5  | 19 | -14 | 3  |

|            | Turecko | Chorvatsko | Wales | Arménie | Lotyšsko |
| ---------- | ------- | ---------- | ----- | ------- | -------- |
| Turecko    | —       | 0:2        | 2:0   | 1:1     | 4:0      |
| Chorvatsko | 0:1     | —          | 1:1   | 1:0     | 5:0      |
| Wales      | 1:1     | 2:1        | —     | 2:4     | 1:0      |
| Arménie    | 1:2     | 0:1        | 1:1   | —       | 2:1      |
| Lotyšsko   | 2:3     | 0:2        | 0:2   | 2:0     | —        |

## Zápasy
Zápasy byly potvrzeny UEFOU 10. října 2022, den po losu skupin. Časy jsou uvedeny v SEČ a SELČ (lokální časy, pokud jsou odlišné, v závorkách).
| 25. března 2023 18:00 (21:00 UTC+4) |        |                          |                                                                                                   |
| Arménie                             | 1 : 2  | Turecko                  | Stadion republiky Vazgena Sargsjana, Jerevan diváci: 14 125 rozhodčí: José María Sánchez Martínez |
| Kabak 10' (vl.)                     | Zpráva | 35' Kökçü 64' Aktürkoğlu | Stadion republiky Vazgena Sargsjana, Jerevan diváci: 14 125 rozhodčí: José María Sánchez Martínez |

| 25. března 2023 20:45 |        |                 |                                                              |
| Chorvatsko            | 1 : 1  | Wales           | Stadion Poljud, Split diváci: 33 474 rozhodčí: João Pinheiro |
| Kramarić 28'          | Zpráva | 90+3' Broadhead | Stadion Poljud, Split diváci: 33 474 rozhodčí: João Pinheiro |

| 28. března 2023 20:45 (21:45 UTC+3) |        |                    |                                                                           |
| Turecko                             | 0 : 2  | Chorvatsko         | Bursa Metropolitan Stadium, Bursa diváci: 37 750 rozhodčí: Andreas Ekberg |
|                                     | Zpráva | 20', 45+4' Kovačić | Bursa Metropolitan Stadium, Bursa diváci: 37 750 rozhodčí: Andreas Ekberg |

| 28. března 2023 20:45 (19:45 UTC+1) |        |          |                                                                          |
| Wales                               | 1 : 0  | Lotyšsko | Cardiff City Stadium, Cardiff diváci: 32 806 rozhodčí: Giorgi Kruashvili |
| Moore 41'                           | Zpráva |          | Cardiff City Stadium, Cardiff diváci: 32 806 rozhodčí: Giorgi Kruashvili |

| 16. června 2023 20:45 (21:45 UTC+3) |        |                                      |                                                           |
| Lotyšsko                            | 2 : 3  | Turecko                              | Skonto Stadium, Riga diváci: 6 287 rozhodčí: Tamás Bognár |
| Emsis 51' Tobers 90+4'              | Zpráva | 22' Bardakcı 61' Ünder 90+5' Kahveci | Skonto Stadium, Riga diváci: 6 287 rozhodčí: Tamás Bognár |

| 16. června 2023 20:45 (19:45 UTC+1) |        |                                   |                                                                       |
| Wales                               | 2 : 4  | Arménie                           | Cardiff City Stadium, Cardiff diváci: 32 774 rozhodčí: Georgi Kabakov |
| D. James 10' Wilson 72'             | Zpráva | 19', 75' Zelarayán 30', 66' Ranos | Cardiff City Stadium, Cardiff diváci: 32 774 rozhodčí: Georgi Kabakov |

| 19. června 2023 18:00 (19:00 UTC+4)   |        |                     |                                                                                      |
| Arménie                               | 2 : 1  | Lotyšsko            | Stadion republiky Vazgena Sargsjana, Jerevan diváci: 13 450 rozhodčí: Peter Kráľovič |
| Tiknizyan 35' Barseghyan 90+1' (pen.) | Zpráva | 67' (vl.) Mkrtchyan | Stadion republiky Vazgena Sargsjana, Jerevan diváci: 13 450 rozhodčí: Peter Kráľovič |

| 19. června 2023 20:45 (21:45 UTC+3) |        |       |                                                               |
| Turecko                             | 2 : 0  | Wales | Samsun Stadium, Samsun diváci: 28 766 rozhodčí: Fabio Maresca |
| Nayir 72' Güler 80'                 | Zpráva |       | Samsun Stadium, Samsun diváci: 28 766 rozhodčí: Fabio Maresca |

| 8. září 2023 20:45                                     |        |          |                                                                  |
| Chorvatsko                                             | 5 : 0  | Lotyšsko | Stadion Rujevica, Rijeka diváci: 8 152 rozhodčí: Philip Farrugia |
| Petković 3', 44' Ivanušec 13' Kramarić 68' Pašalić 78' | Zpráva |          | Stadion Rujevica, Rijeka diváci: 8 152 rozhodčí: Philip Farrugia |

| 8. září 2023 20:45 (21:45 UTC+3) |        |             |                                                                          |
| Turecko                          | 1 : 1  | Arménie     | New Eskišehir Stadium, Eskišehir diváci: 31 740 rozhodčí: Daniele Orsato |
| Yıldırım 88'                     | Zpráva | 49' Dashyan | New Eskišehir Stadium, Eskišehir diváci: 31 740 rozhodčí: Daniele Orsato |

| 11. září 2023 18:00 (20:00 UTC+4) |        |              |                                                                                      |
| Arménie                           | 0 : 1  | Chorvatsko   | Stadion republiky Vazgena Sargsjana, Jerevan diváci: 14 233 rozhodčí: Clément Turpin |
|                                   | Zpráva | 14' Kramarić | Stadion republiky Vazgena Sargsjana, Jerevan diváci: 14 233 rozhodčí: Clément Turpin |

| 11. září 2023 20:45 (21:45 UTC+3) |        |                                |                                                            |
| Lotyšsko                          | 0 : 2  | Wales                          | Skonto Stadium, Riga diváci: 6 464 rozhodčí: Michal Ocenáš |
|                                   | Zpráva | 29' (pen.) Ramsey 90+6' Brooks | Skonto Stadium, Riga diváci: 6 464 rozhodčí: Michal Ocenáš |

| 12. října 2023 18:00 (19:00 UTC+3) |        |         |                                                             |
| Lotyšsko                           | 2 : 0  | Arménie | Skonto Stadium, Riga diváci: 5 128 rozhodčí: Rade Obrenovič |
| J. Ikaunieks 39' Balodis 68'       | Zpráva |         | Skonto Stadium, Riga diváci: 5 128 rozhodčí: Rade Obrenovič |

| 12. října 2023 20:45 |        |            |                                                            |
| Chorvatsko           | 0 : 1  | Turecko    | Opus Arena, Osijek diváci: 12 812 rozhodčí: Anthony Taylor |
|                      | Zpráva | 30' Yılmaz | Opus Arena, Osijek diváci: 12 812 rozhodčí: Anthony Taylor |

| 15. října 2023 20:45 (21:45 UTC+3)        |        |          |                                                                                     |
| Turecko                                   | 4 : 0  | Lotyšsko | Konya Metropolitan Municipality Stadium, Konya diváci: 35 925 rozhodčí: Enea Jorgji |
| Akgün 58' Tosun 84', 90+2' Aktürkoğlu 88' | Zpráva |          | Konya Metropolitan Municipality Stadium, Konya diváci: 35 925 rozhodčí: Enea Jorgji |

| 15. října 2023 20:45 (19:45 UTC+1) |        |             |                                                                     |
| Wales                              | 2 : 1  | Chorvatsko  | Cardiff City Stadium, Cardiff diváci: 31 240 rozhodčí: Davide Massa |
| Wilson 47', 60'                    | Zpráva | 75' Pašalić | Cardiff City Stadium, Cardiff diváci: 31 240 rozhodčí: Davide Massa |

| 18. listopadu 2023 15:00 (18:00 UTC+4) |        |                       |                                                                                      |
| Arménie                                | 1 : 1  | Wales                 | Stadion republiky Vazgena Sargsjana, Jerevan diváci: 14 271 rozhodčí: Benoît Bastien |
| Zelarayán 5'                           | Zpráva | 45+2' (vl.) Tiknizyan | Stadion republiky Vazgena Sargsjana, Jerevan diváci: 14 271 rozhodčí: Benoît Bastien |

| 18. listopadu 2023 18:00 (19:00 UTC+2) |        |                       |                                             |
| Lotyšsko                               | 0 : 2  | Chorvatsko            | Skonto Stadium, Riga rozhodčí: Urs Schnyder |
|                                        | Zpráva | 7' Majer 16' Kramarić | Skonto Stadium, Riga rozhodčí: Urs Schnyder |

| 21. listopadu 2023 20:45 |        |         |                                                                 |
| Chorvatsko               | 1 : 0  | Arménie | Stadion Maksimir, Záhřeb diváci: 20 398 rozhodčí: Ivan Kružliak |
| Budimir 43'              | Zpráva |         | Stadion Maksimir, Záhřeb diváci: 20 398 rozhodčí: Ivan Kružliak |

| 21. listopadu 2023 20:45 (19:45 UTC±0) |        |                   |                                                                  |
| Wales                                  | 1 : 1  | Turecko           | Cardiff City Stadium, Cardiff diváci: 32 291 rozhodčí: Matej Jug |
| Williams 7'                            | Zpráva | 70' (pen.) Yazıcı | Cardiff City Stadium, Cardiff diváci: 32 291 rozhodčí: Matej Jug |

## Disciplína
Hráč byl automaticky suspendován pro další zápas za následující přečiny:
- Obdržení červené karty (červená karta mohla být udělena pro různé přečiny)
- Obdržení třech žlutých karet ve třech různých zápasech, stejně tak pátá žlutá karta a dvě žluté karty v jednom zápase (suspendace nebyly přenášeny do baráže, závěrečného turnaje a následujících mezinárodních zápasů)

Následující suspendace byly uděleny při následujících kvalifikačních zápasech:
| Tým      | Hráč                    | Suspendace                                                                                    | Suspendován pro zápas(y)                                        |
| -------- | ----------------------- | --------------------------------------------------------------------------------------------- | --------------------------------------------------------------- |
| Arménie  | Hovhannes Hambardzumyan | proti Irsku v Lize národů UEFA 2022/23 (27. září 2022)                                        | proti Turecku (25. března 2023)                                 |
| Arménie  | Artak Dashyan           | proti Irsku v Lize národů UEFA 2022/23 (27. září 2022)                                        | proti Turecku (25. března 2023)                                 |
| Arménie  | Varazdat Harojan        | proti Turecku (25. března 2023) proti Lotyšsku (19. června 2023) proti Turecku (8. září 2023) | proti Chorvatsku (11. září 2023)                                |
| Lotyšsko | Eduards Emsis           | proti Turecku (16. června 2023)                                                               | proti Arménii (19. června 2023)                                 |
| Lotyšsko | Eduards Emsis           | proti Walesu (11. září 2023) proti Arménii (12. října 2023) proti Turecku (15. října 2023)    | proti Chorvatsku (18. listopadu 2023)                           |
| Lotyšsko | Kristers Tobers         | proti Turecku (16. června 2023) proti Arménii (19. června 2023) proti Walesu (11. září 2023)  | proti Arménii (12. října 2023)                                  |
| Lotyšsko | Mārcis Ošs              | proti Arménii (19. června 2023)                                                               | proti Turecku (15. října 2023)                                  |
| Turecko  | Merih Demiral           | proti Arménii (25. března 2023) proti Walesu (19. června 2023) proti Arménii (8. září 2023)   | proti Chorvatsku (12. října 2023)                               |
| Wales    | Kieffer Moore           | proti Arménii (16. června 2022)                                                               | proti Turecku (19. června 2023) proti Lotyšku (11. září 2023)   |
| Wales    | Joe Morrell             | proti Turecku (19. června 2022)                                                               | proti Lotyšku (11. září 2023) proti Chorvatsku (15. října 2023) |